# Filosofia social
A filosofia social é o estudo filosófico do mundo social. Ocupa-se dos fundamentos das instituições sociais, do comportamento social e da interpretação da sociedade a partir dos seus valores éticos; analisa as identidades, as relações e as estruturas de poder dentro  do mundo social, visando compreender os percursos, as mudanças e as tendências das sociedades humanas. Os filósofos sociais enfatizam a compreensão dos contextos sociais considerando questões políticas, legais, morais e culturais, incluindo o desenvolvimento de novas estruturas teóricas - desde a ontologia social até a ética do cuidado e as teorias cosmopolitas da democracia, do direito natural, dos direitos humanos, da igualdade de gênero e da justiça global. 
Algumas filosofias sociais se preocupam com o que compõe o nosso mundo social - quais são os tipos sociais, como raça, gênero ou classe. Identidade de gênero, direitos das pessoas trans, efeitos do racismo, direitos das  pessoas com deficiência - e o modo pelo qual as práticas sociais funcionam para criar categorias de pessoas - são algumas das questões de interesse. Assim, embora os fundamentos da filosofia social sejam dados por áreas tradicionais da filosofia (metafísica, epistemologia, teoria dos valores), a filosofia social tem ampla área de interface com os estudos de gênero, estudos de raça/etnia e de deficiência, por exemplo. Finalmente, a filosofia social também incorpora as contribuições de outros ramos da filosofia, tais como a filosofia política, e das ciências sociais - notadamente da Teoria Crítica.
Entre os principais filósofos sociais figuram Rousseau, Hegel, Le Bon, Emerson, Dewey, além dos membros da Escola de Frankfurt.